# Frederiksberg Kommune
Frederiksberg Kommune er Danmarks arealmæssigt mindste kommune, men landets tættest befolkede.
I forbindelse med Kommunalreformen i 2005-2007 forblev kommunen selvstændig, men er nu en del af Region Hovedstaden og har i lighed med København mistet sin dobbeltstatus som amt og kommune.
Frederiksberg Kommune har magistratsstyre. Kommunen beskæftiger i alt knap 7.000 ansatte, hvoraf de 700 arbejder i administrationen.

## Kommunens historie
I 1842 blev Frederiksberg en del af Frederiksberg-Hvidovre sognekommune. I 1857 kom der en lov, der gjorde det daværende Frederiksberg sogn til en selvstændig kommune i Københavns amt. Den nye kommune fik snart rettigheder som handelsplads. Dette betød, at sogneforstanderskabet blev til en kommunalbestyrelse, og at forstanderskabets formand blev borgmester. I år 1900 overtog kommunalbestyrelsen også amtsrådets opgaver.
Da Københavns Kommune i 1902 blev forøget med flere landkommuner i omegnen, ønskede Frederiksberg at forblive selvstændig, og sådan har det været siden.
Frederiksbergs historie formidles og varetages af Frederiksberg Stadsarkiv.

## Borgmestre
Fra 1841 kaldet formand for sogneforstanderskabet og indtil 1858 også omfattende Hvidovre Sogn, fra 1867 sognerådsformand og fra 1919 borgmester

Denne liste er ufuldstændig; hjælp gerne med at udfylde den.
| Startår | Slutår | Stilling/uddannelse | Navn                | Parti                                        |
| ------- | ------ | ------------------- | ------------------- | -------------------------------------------- |
| 1842    | 1843   | Etatsråd            | Povel Povelsen      | Bondevennernes Selskab                       |
| 1847    | 1851   | Assessor            | Harald Raasløff     |                                              |
| 1858    | 1861   | Godsejer            | Ernst Emil Rosenørn | Højre                                        |
| 1861    | 1862   | Justitsråd          | N.F. Jespersen      | Døde i embedet                               |
| 1862    | 1872   | Etatsråd            | R.C. Stæger         |                                              |
| 1872    | 1891   | Justitiarius        | N.F. Schlegel       | Højre. Døde i embedet                        |
| 1891    | 1896   | Højesteretssagfører | Frederik Asmussen   | Højre                                        |
| 1896    | 1908   | Dr.med.             | E.M. Jacoby         |                                              |
| 1908    | 1909   | Overretssagfører    | Niels Petersen      | Det Radikale Venstre                         |
| 1909    | 1936   | Overretssagfører    | Marius Godskesen    | Højre, fra 1915: Det Konservative Folkeparti |
| 1936    | 1948   | Direktør            | Vilhelm Fischer     | Det Konservative Folkeparti                  |
| 1948    | 1950   | Statsrevisor        | Aksel Møller        | Det Konservative Folkeparti                  |
| 1950    | 1954   | Branddirektør       | Arne Stæhr Johansen | Det Konservative Folkeparti                  |
| 1954    | 1958   | Statsrevisor        | Aksel Møller        | Det Konservative Folkeparti                  |
| 1958    | 1978   | Branddirektør       | Arne Stæhr Johansen | Det Konservative Folkeparti                  |
| 1978    | 2001   | Vicedirektør        | John Winther        | Det Konservative Folkeparti                  |
| 2001    | 2009   | Chefjurist          | Mads Lebech         | Det Konservative Folkeparti                  |
| 2009    | 2019   | Seniorproduktchef   | Jørgen Glenthøj     | Det Konservative Folkeparti                  |
| 2019    | 2021   | Advokat             | Simon Aggesen       | Det Konservative Folkeparti                  |
| 2022    | -      | Advokat             | Michael Vindfeldt   | Socialdemokratiet                            |

## Magistraten
Frederiksberg Kommunes magistrat består af borgmesteren, der er formand, og ti andre medlemmer (rådmænd)

## Småoplysninger og stikord
Frederiksberg Kommune er medejer af R98, der varetager håndtering af privat affald for kommunen.
Frederiksberg Kommune er medejer (8 %) af Metroselskabet

## Politik

### Mandatfordeling
| 6 | 1 | 8 |

| 12 | 3 |

| 6 | 1 | 8 |

| 12 | 3 |

| 7 | 2 | 10 |

| 16 | 3 |

| 8 | 1 | 10 |

| 16 | 3 |

| 6 | 1 | 12 |

| 16 | 3 |

| 8 | 1 | 10 |

| 17 |

| 6 | 1 | 12 |

| 16 | 3 |

| 7 | 1 | 11 |

| 16 | 3 |

| 7 | 1 | 11 |

| 16 | 3 |

| 6 | 1 | 9 | 2 | 1 |

| 14 | 5 |

| 5 | 12 | 1 | 1 |

| 14 | 5 |

| 7 | 12 |

| 14 | 5 |

| 6 | 13 |

| 15 | 4 |

| 5 | 13 | 1 |

| 15 | 4 |

| 5 | 12 | 2 |

| 14 | 5 |

| 9 |  | 14 |  |

| 19 | 6 |

| 6 |  | 14 | 2 |  |  |

| 18 | 7 |

| 9 |  | 11 |  |  |  |  |

| 15 | 10 |

| 6 | 15 | 2 | 2 |

| 17 | 8 |

| 5 | 13 | 5 |  |  |

| 16 | 9 |

| 7 | 13 | 5 |

| 13 | 12 |

| 6 |  | 12 | 3 | 3 |

| 16 | 9 |

| 5 |  | 12 | 3 |  | 2 |  |

| 16 | 9 |

| 5 |  | 13 | 2 |  | 2 |  |

| 16 | 9 |

| 5 | 2 | 13 | 2 |  | 2 |

| 14 | 11 |

| 6 |  | 12 | 4 |  |  |

| 13 | 12 |

| 4 | 2 | 10 | 2 |  |  | 2 | 3 |

| 15 | 10 |

| 4 | 3 | 11 |  |  |  | 3 |  |

| 15 | 10 |

| 5 | 3 | 13 |  |  | 6 |

| 14 | 15 |

| 5 | 3 | 11 |  |  | 2 | 6 |

| 14 | 15 |

### Nuværende byråd
| Navn                           | Parti                                     |
| ------------------------------ | ----------------------------------------- |
| Simon Aggesen                  | Det Konservative Folkeparti - 13 mandater |
| Laura Lindahl                  | Det Konservative Folkeparti - 13 mandater |
| Brian Holm                     | Det Konservative Folkeparti - 13 mandater |
| Nikolaj Bøgh                   | Det Konservative Folkeparti - 13 mandater |
| Bent Isager-Nielsen            | Det Konservative Folkeparti - 13 mandater |
| Alexandra Dessoy               | Det Konservative Folkeparti - 13 mandater |
| Anders Storgaard               | Det Konservative Folkeparti - 13 mandater |
| Trine Labuhn                   | Det Konservative Folkeparti - 13 mandater |
| Merete Winther Hildebrandt     | Det Konservative Folkeparti - 13 mandater |
| Michael Wagner Molin Brautsch  | Det Konservative Folkeparti - 13 mandater |
| Helle Sjelle                   | Det Konservative Folkeparti - 13 mandater |
| Fasael Rehman                  | Det Konservative Folkeparti - 13 mandater |
| Malene Sandfeld                | Det Konservative Folkeparti - 13 mandater |
| Mette Bang Larsen              | Enhedslisten - 6 mandater                 |
| Thyge Enevoldsen               | Enhedslisten - 6 mandater                 |
| Emil Samaras                   | Enhedslisten - 6 mandater                 |
| Anja Lundtoft                  | Enhedslisten - 6 mandater                 |
| Bianca Vitting                 | Enhedslisten - 6 mandater                 |
| Rasmus Holme Nielsen           | Enhedslisten - 6 mandater                 |
| Michael Vindfeldt (Borgmester) | Socialdemokratiet - 5 mandater            |
| Sine Heltberg                  | Socialdemokratiet - 5 mandater            |
| Malte Mathies Løcke            | Socialdemokratiet - 5 mandater            |
| Gunvor Wibroe                  | Socialdemokratiet - 5 mandater            |
| Christina Sylvest-Noer         | Socialdemokratiet - 5 mandater            |
| Lone Loklindt                  | Radikale Venstre - 3 mandater             |
| Freja Fokdal                   | Radikale Venstre - 3 mandater             |
| Ruben Kidde                    | Radikale Venstre - 3 mandater             |
| Jan E. Jørgensen               | Venstre - 1 mandat                        |
| Lotte Kofoed                   | Socialistisk Folkeparti - 1 mandat        |

| Dato             | Udtrådt                     | Indtrådt         | Parti                       |
| ---------------- | --------------------------- | ---------------- | --------------------------- |
| 16. marts 2022   | Simon Aggesen               | Carina Høedt     | Det Konservative Folkeparti |
| 4. november 2022 | Pelle Dragsted              | Thyge Enevoldsen | Enhedslisten                |
| 9. november 2022 | Daniel Panduro              | Bianca Vitting   | Enhedslisten                |
| 22. februar 2023 | Sabrina Louise Christiansen | Emil Samaras     | Enhedslisten                |
| 1. november 2023 | Gunvor Wibroe               | Kristoffer Appel | Socialdemokratiet           |

| Navn            | Skiftet fra                 | Skiftet til | Dato               |
| --------------- | --------------------------- | ----------- | ------------------ |
| Malene Sandfeld | Det Konservative Folkeparti | Løsgænger   | 1. juni 2022       |
| Malene Sandfeld | Løsgænger                   | Venstre     | 5. september 2022  |
| Helle Sjelle    | Det Konservative Folkeparti | Løsgænger   | 8. august 2023     |
| Helle Sjelle    | Løsgænger                   | Moderaterne | 25. september 2023 |

### Byrådet 2017-2021
| Navn                                  | Parti                          |
| ------------------------------------- | ------------------------------ |
| Jørgen Glenthøj (Borgmester 2017-19)  | Konservative - 11 mandater     |
| Simon Aggesen (Borgmester siden 2019) | Konservative - 11 mandater     |
| Pernille Høxbro                       | Konservative - 11 mandater     |
| Helle Sjelle                          | Konservative - 11 mandater     |
| Brian Holm                            | Konservative - 11 mandater     |
| Fasael Rehman                         | Konservative - 11 mandater     |
| Stig Elling                           | Konservative - 11 mandater     |
| Alexandra Dessoy                      | Konservative - 11 mandater     |
| Merete Winther Hildebrandt            | Konservative - 11 mandater     |
| Flemming Brank                        | Konservative - 11 mandater     |
| Nikolaj Bøgh                          | Konservative - 11 mandater     |
| Michael Vindfeldt                     | Socialdemokratiet - 4 mandater |
| Sine Heltberg                         | Socialdemokratiet - 4 mandater |
| Gunvor Wibroe                         | Socialdemokratiet - 4 mandater |
| Malte Mathies Løcke                   | Socialdemokratiet - 4 mandater |
| Thyge Enevoldsen                      | Enhedslisten - 3 mandater      |
| Mette Bang Larsen                     | Enhedslisten - 3 mandater      |
| Daniel Panduro                        | Enhedslisten - 3 mandater      |
| Lone Loklindt                         | Radikale Venstre - 3 mandater  |
| Ruben Kidde                           | Radikale Venstre - 3 mandater  |
| David Munis Zepernick                 | Radikale Venstre - 3 mandater  |
| Jan E. Jørgensen                      | Venstre - 1 mandat             |
| Balder Mørk Andersen                  | SF - 1 mandat                  |
| Mette Bram                            | Alternativet - 1 mandat        |
| Laura Lindahl                         | Liberal Alliance - 1 mandat    |

| Dato            | Udtrådt         | Indtrådt              | Parti        |
| --------------- | --------------- | --------------------- | ------------ |
| 7. august 2018  | Stig Elling     | Karsten Skawbo-Jensen | Konservative |
| 16. august 2018 | Pernille Høxbro | Carina Høedt          | Konservative |

| Navn          | Skiftet fra      | Skiftet til  | Dato            |
| ------------- | ---------------- | ------------ | --------------- |
| Laura Lindahl | Liberal Alliance | Konservative | 3. februar 2021 |

## Venskabsbyer
- Tartu, Estland
- Hämeenlinna, Finland
- Hafnarfjörður, Island
- Bærum, Norge
- Uppsala, Sverige (siden 1947)